# Molophilus atrostylus
Molophilus atrostylus là một loài ruồi trong họ Limoniidae. Chúng phân bố ở miền Cổ bắc.